# Cantó de Beaumont-Hague
El cantó de Beaumont-Hague és un cantó francès del departament de la Manche, situat al districte de Cherbourg-Octeville. Té 19 municipis i el cap es Beaumont-Hague.

## Municipis
- Acqueville
- Auderville
- Beaumont-Hague
- Biville
- Branville-Hague
- Digulleville
- Éculleville
- Flottemanville-Hague
- Gréville-Hague
- Herqueville
- Jobourg
- Omonville-la-Petite
- Omonville-la-Rogue
- Sainte-Croix-Hague
- Saint-Germain-des-Vaux
- Tonneville
- Urville-Nacqueville
- Vasteville
- Vauville

## Història
| Data d'elecció                           | Identitat        | Partit        | Qualitat |
| ---------------------------------------- | ---------------- | ------------- | -------- |
| 1945-1949                                | Félix Damourette | Divers droite |          |
| 1949-1955                                | Jacques Patris   | Divers droite |          |
| 1955-1985                                | Paul Gosselin    | Divers droite |          |
| 1985-1992                                | Patrick Mougenot | PS            |          |
| 1992-                                    | Michel Laurent   | Divers droite |          |
| les dades anteriors no són pas conegudes |                  |               |          |
|                                          |                  |               |          |

## Demografia
| A partir de 1990: Població sense dobles comptes |